# 帕施泰因湖

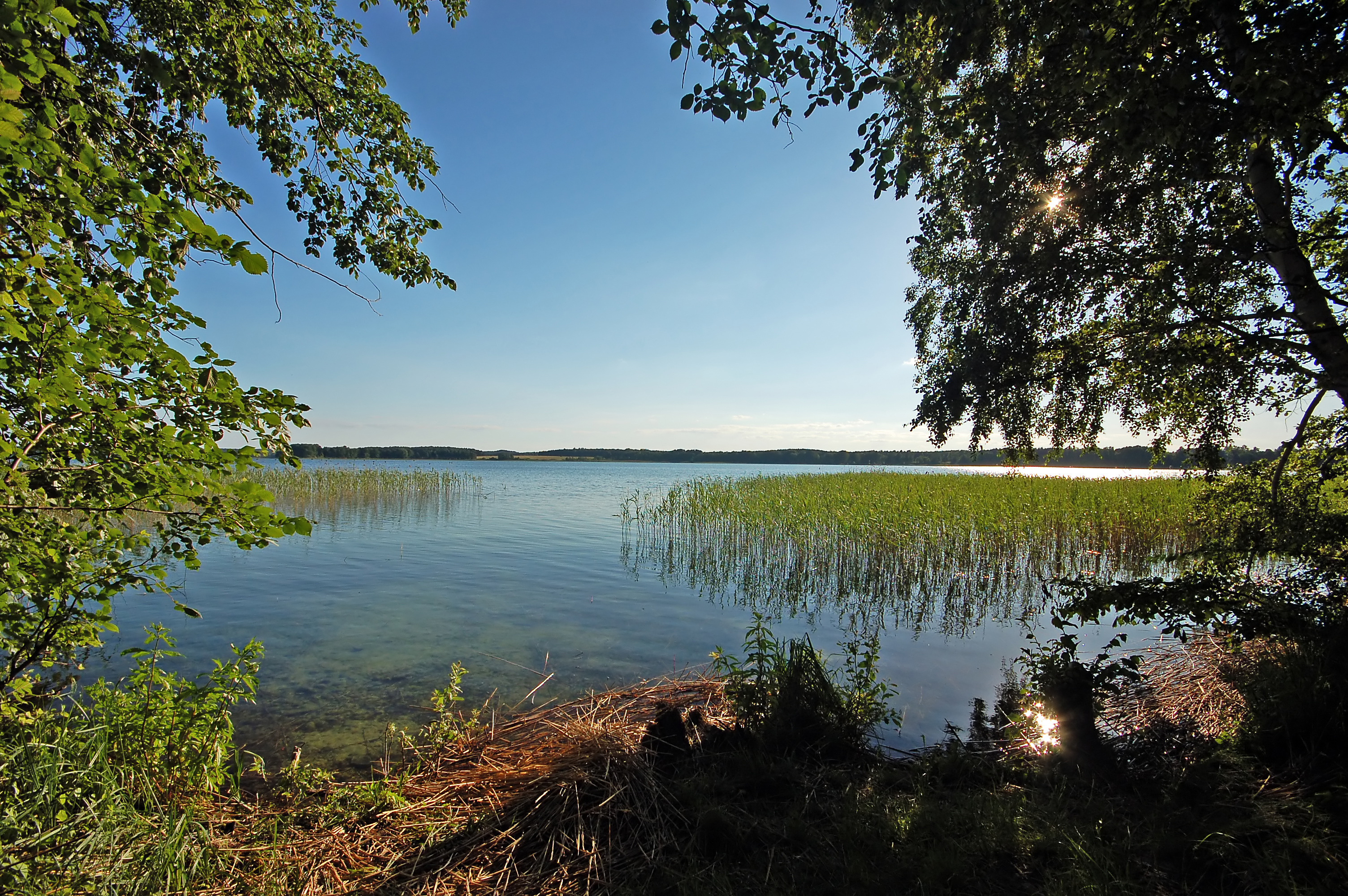

52°56′1.28″N 13°58′56.25″E / 52.9336889°N 13.9822917°E
帕施泰因湖（德語：Parsteiner See），是德國的湖泊，位於該國東北部，由勃蘭登堡州負責管轄，長6.8公里、寬4公里，面積10平方公里，海拔高度44米，平均水深10米，最大水深31米，水體容量7,700萬立方米。